# Nicolas Dupont-Aignan
Nicolas Dupont-Aignan (født 7. marts 1961 i Paris i Frankrig) er en forhenværende embedsmand og nuværende fransk gaullistisk politiker, der er præsidentkandidat, og som tidligere har været borgmester.

## Partileder
I 2008 stiftede Nicolas Dupont-Aignan partiet Debout la France (Rejs jer for Frankrig), som han siden har været leder af.

## Borgmester
I 1995–2017 var han borgmester i Yerres ved Évry i det sydøstlige Paris.

## Medlem af Nationalforsamlingen
I 1997 blev han valgt til Nationalforsamlingen for den 8. kreds i Essonne , og han blev genvalgt ved de følgende valg i 2002, 2007, 2012 og 2017.
I Nationalforsamlingen har han som regel været løsgænger, dog var han medlem Rassemblement pour la République's gruppe i 1997–1999 og af UMP' gruppe i 2002–2007. 

## Præsidentkandidat
Han stillede op ved de franske præsidentvalg i 2012 og i 2017 samt i 2022.
Ved præsidentvalgene har han fået lave stemmetal på landsplan (1,79%  i 2012 og 4,70% i 2017 samt 2,06% i 2022). Lokalt har han samlet flere stemmer, fx fik han 24,88% af stemmerne i sin hjemby i 2012. 
Ved kommunalvalget i 2014 fik Nicolas Dupont-Aignan's liste 77,1% af stemmerne i Yerres allerede ved valgets første runde.

## Udmærkelser
Modtog Frode Jakobsen-prisen i 2006.
1. ↑  vos-celebrites.fr (fra Wikidata).
2. ↑  Navnet er anført på svensk og stammer fra Wikidata hvor navnet endnu ikke findes på dansk.